# NGC 5289
NGC 5289 este o intermediate spiral galaxy⁠(d) situată în constelația Câinii de Vânătoare. A fost descoperită în 9 aprilie 1787 de către William Herschel. Se află la o distanță de 46,13 de megaparseci de Pământ.